# Michael S. Tucker

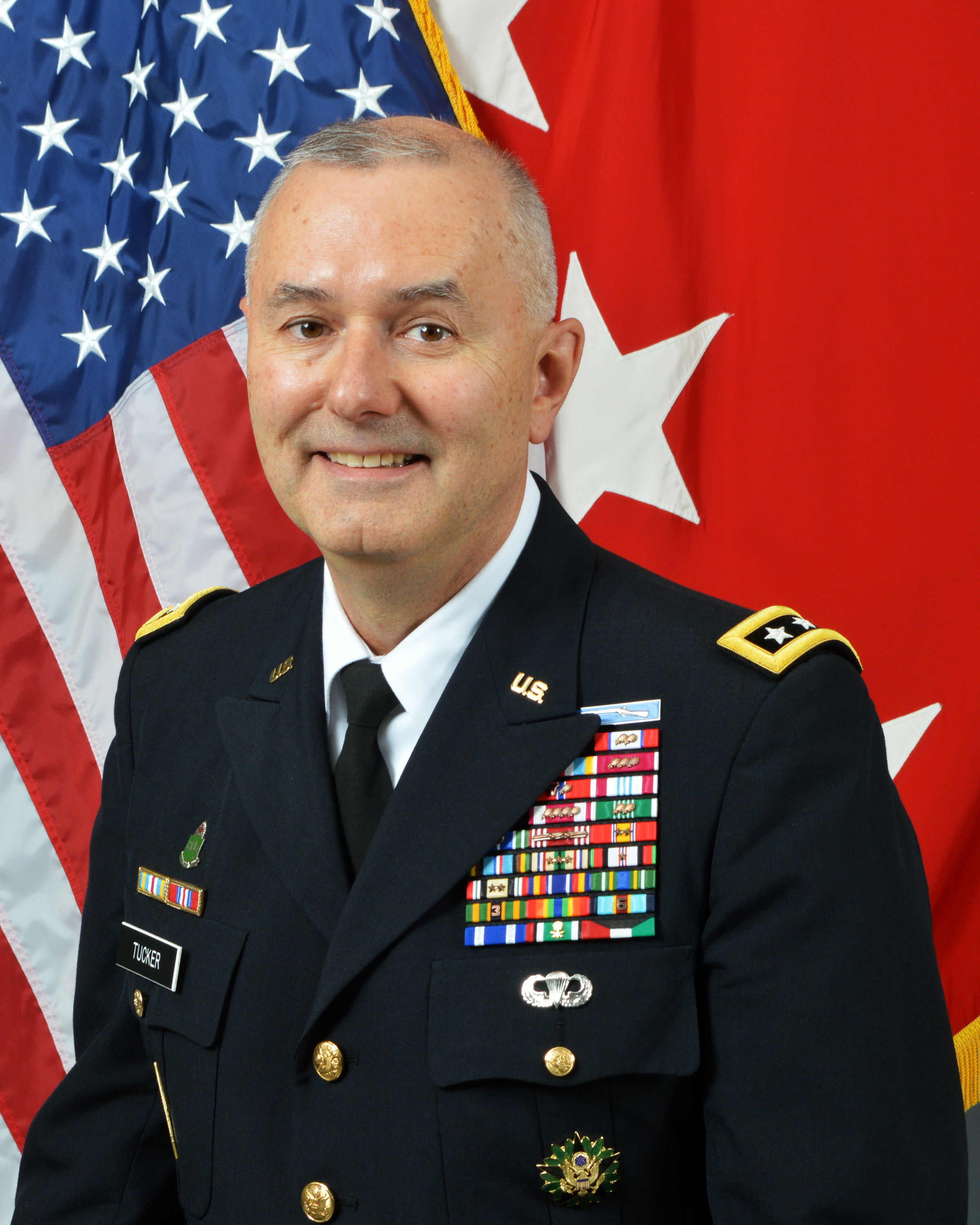
Michael S. Tucker (2013)

Michael S. Tucker (* 14. September 1954 in Charlotte, North Carolina) ist ein pensionierter Generalleutnant der United States Army. Er war unter anderem Kommandeur der 1. Armee.
Im Jahr 1972 trat Tucker als einfacher Soldat dem US-Heer bei. Er diente dabei unter anderem in Erlangen in Deutschland und stieg bis 1977 bis zum Staff Sergeant auf. Über die Offizierschule (Officer Candidate School, OCD) gelangte er im Jahr 1979 in das Offizierskorps des US-Heeres. Dort wurde er als Leutnant den Panzertruppen zugeteilt. In der Armee durchlief er anschließend alle Offiziersränge vom Leutnant bis zum Drei-Sterne-General.
Im Lauf seiner militärischen Karriere absolvierte Tucker verschiedene Kurse und Schulungen. Dazu gehörten unter anderem das Command and General Staff College und das United States Army War College. In seinen jüngeren Jahren versah er den für Offiziere in den niederen Rangstufen üblichen Dienst in verschiedenen Einheiten und Standorten. Dazu gehörten auch Aufgaben als Stabsoffizier in verschiedenen Hauptquartieren. Während des Zweiten Golfkriegs gehörte er dem Stab eines Panzerbataillons an.
In den 1990er Jahren war er nach seinem Einsatz im Zweiten Golfkrieg zunächst Student am Command and General Staff College und dann unter anderem Dozent an der United States Military Academy in West Point sowie Bataillonskommandeur in der 3. Infanteriedivision. Nach seinem Studium am Army War College war er in den Jahren 1999 bis 2001 Leiter der G3-Stabsabteilung für Operationen der 3. Infanteriedivision. Danach übernahm er im Jahr 2001 das Kommando über die 1. Brigade der 1. Panzerdivision, mit der er im Irakkrieg eingesetzt war. Daran schloss sich eine Versetzung nach Heidelberg zum Stab von USAREUR an. Danach leitete er ab 2004 bis 2006 zunächst die G3-Stabsabteilung für Operationen und dann die G4-Abteilung für Logistik und Nachschub der 1. Panzerdivision.
Es folgte eine Versetzung zum Fort Knox, wo er stellvertretender Kommandeur des United States Army Armor Centers wurde. Dieses Amt hatte er Anfang 2007 nur für kurze Zeit inne. Nachdem ein von der Washington Post aufgedeckter Skandal um die Zustände im Walter Reed Army Medical Center in Washington, D.C. unter anderem zu einem personellen Neuanfang an dieser Einrichtung führte, wurde Tucker dort zum neuen stellvertretenden Leiter bestimmt. Daran schloss sich eine Versetzung nach Afghanistan an, wo er die G3-Stabsabteilung der ISAF leitete.
Zwischen Oktober 2009 und September 2011 kommandierte Michael Tucker die in Südkorea stationierte 2. Infanteriedivision. Nach dem Ende dieses Kommandos wurde er zum Heeresamt in Washington, D.C. versetzt, wo er deren kombinierte Stabsabteilung G3/5/7 leitete. Es folgte eine weitere Versetzung diesmal zum Rock Island Arsenal, wo er das Kommando über die 1. Armee erhielt. Dieses Amt hatte er in den Jahren 2013 bis 2016 inne. Anschließend ging er in den Ruhestand.

## Orden und Auszeichnungen
Michael Tucker erhielt im Lauf seiner militärischen Laufbahn unter anderem folgende Auszeichnungen:
- Army Distinguished Service Medal
- Defense Superior Service Medal
- Legion of Merit
- Bronze Star Medal
- Defense Meritorious Service Medal
- Meritorious Service Medal
- Army Commendation Medal
- Army Achievement Medal
- Joint Meritorious Unit Award
- Valorous Unit Award
- Army Good Conduct Medal
- National Defense Service Medal
- Armed Forces Expeditionary Medal
- Southwest Asia Service Medal
- Afghanistan Campaign Medal
- Iraq Campaign Medal
- Global War on Terrorism Service Medal
- Korea Defense Service Medal
- NATO-Medaille
- Kuwait Liberation Medal (Saudi-Arabien)
- Kuwait Liberation Medal (Kuwait)